# モノグラム

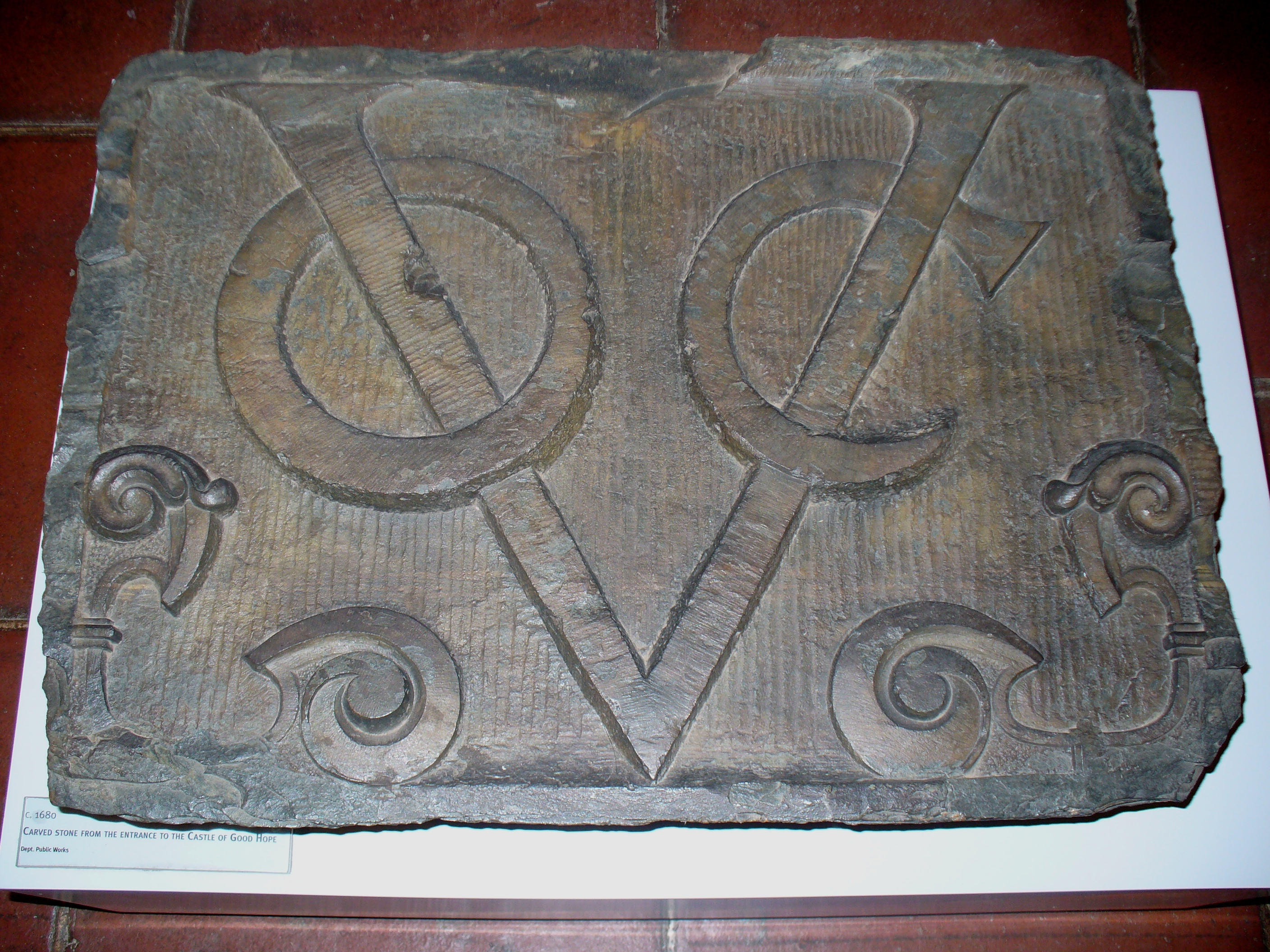
オランダ東インド会社のロゴ。オランダ語による社名 "Verenigde Oost-Indische Compagnie" の略称の "VOC" のモノグラムになっている。かつて、同社が建設したキャッスル・オブ・グッドホープの入り口に掲げられていたもの。

モノグラム（英語: monogram）とは、2つ以上の文字やその他の記号を重ね合わせたり、組み合わせたりして、1つの記号を形成した文様のことである。日本語で「組合せ文字」ともいう:575 。単に文字を並べただけのものとは区別される。モノグラムは、個人名や企業名の頭文字を組み合わせて作られることが多く、認知度の高いシンボルやロゴタイプとして使用されている。
なお、頭文字を元にしていないものは、正式には「サイファー」 (cypher) としてモノグラムと区別する（例: ロイヤル・サイファー）。

## 歴史

アルブレヒト・デューラーの"AD"を組み合わせたモノグラム

モノグラムの最も古い使用例は、紀元前350年頃の硬貨である。最も古い例では、硬貨を発行したギリシャの都市名を表したもので、都市名の最初の2文字が多い。例えば、アカイアのモノグラムは Α（アルファ）と Χ（カイ）の文字を組み合わせたものだった。
特にギルドが不正な取引を禁止していた時代に、芸術家や工芸家が絵画や彫刻、家具などにモノグラムを署名として使用していた。有名な例では、アルブレヒト・デューラーの "AD" がある。

## クリストグラム

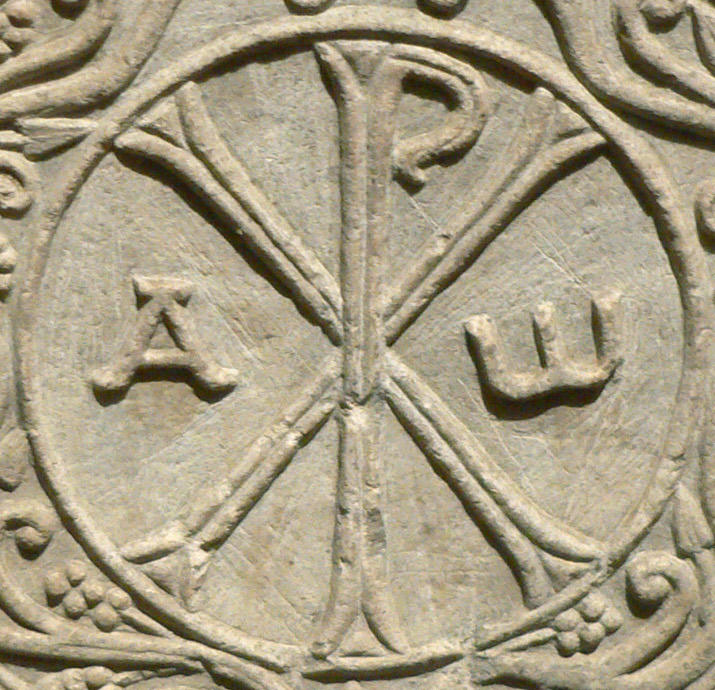
カイ・ローのモノグラム

何世紀にもわたって、イエス・キリストの名前から作られたモノグラムが、キリスト教のシンボルとして使われてきた。これを「クリストグラム」という。"IX"のクリストグラムは、「イエス・キリスト」という名前をギリシャ語で書いた Ιησούς Χριστος の頭文字から取られたものである。"IHS" のクリストグラムは、ギリシャ語のイエスの名前の最初の3文字を表している。
初期キリスト教の時代から使用されている最も重要なクリストグラムは、"Χριστος" の最初の2文字を組み合わせたカイ・ローである。このシンボルは、ローマ皇帝コンスタンティヌス1世（在位306-337）がローマ帝国正規軍の紋章（ラバルム）としても使用した。

## 王室のモノグラム
シグナム・マヌス (Signum manus) またはクリスモン (Chrismon) とは、メロヴィング朝から14世紀まで、フランク王国とその末裔の間で行われていた、文書などに個人を表す特殊なモノグラムやロイヤル・サイファーで署名するという慣習のことである。

カール大帝のモノグラム

君主の名前のモノグラムは、王国の公的組織の記章の一部として、警察のバッジなどに使用されている。これは君主とのつながりを示すものである。ただし、イギリスの郵便ポスト（ピラー・ボックス）に刻まれているロイヤル・サイファーは、頭文字を組み合わせたものではないため、厳密にはモノグラムではない。
王室のモノグラムは硬貨に刻まれることが多く、その上には王冠が描かれていることが多い。過去に硬貨にモノグラムを採用した国には、ブルガリア、イギリス、ロシア、スウェーデン、ドイツなど多くの国がある。現在、デンマークの硬貨には女王マルグレーテ2世のモノグラムが、ノルウェーの1クローネ硬貨には国王ハーラル5世を意味する "H5" のモノグラムが裏面に描かれている。ユーロを使用している国の中で、ベルギーとモナコは王室のモノグラムを国の識別マークとして使用している。タイでは、主要な王族の個別の旗に王室のモノグラムが描かれている。

## 個人用モノグラム

ドレスシャツにモノグラムを入れる箇所

個人用モノグラムは、文房具、荷物、衣類、その他の個人の持ち物に様式化された形で表示される。個人用モノグラムは2文字または3文字で構成される。
基本的な3文字の個人用モノグラムは、中央にラストネームのイニシャルを大きく、または特別な処理を施し、その左にファーストネームのイニシャル、その右にミドルネームのイニシャルを配する。これは男性と女性では書き方が異なる。例えば、"Mary Ann Jones" という女性の名前の場合は、MJA のように、ラストネームの "Jones" のイニシャル "J" を中央に大きく、"Mary" の "M" を左に、"Ann" の "A" を右に配置する。伝統的に、男性の個人用モノグラムは名前の順番通りの並びにする。"Kyle George Martin" という男性の名前の場合は、KGM とする。
夫婦や婚約中のカップルは、結婚式の招待状などに、2人の名前を組み合わせた2文字のモノグラムを使用することがある。夫婦の場合は、共通の姓のイニシャルを組み合わせた3文字のモノグラムを作ることもできる。例えば、Michael Jones と Alice Jones という夫婦の場合は MJA のようになる。ただし、夫婦のモノグラムのマナーは、モノグラムを付けるアイテムによって異なる。例えば、リネンには、女性のイニシャルを最初に記載し、次に夫婦共通の姓のイニシャル、そして男性のイニシャルを記載して、先程の例の場合は "AJM" のようにするのが一般的である。
また、オーダーメイドのドレスシャツには、様々な箇所に個人用モノグラムが入れられる。

## その他のモノグラム

テキサス大学のモノグラム

企業や団体、スポーツチームなどの中には、ロゴにモノグラムを採用していることが多く、通常はその頭文字を使っている。例えば、テキサス大学では、公式の紋章の他に、"UT" を組み合わせたモノグラムを使用している。大リーグのニューヨークヤンキースがユニフォームに使用している NYマークもモノグラムである。日本プロ野球では読売ジャイアンツの YG、阪神タイガースの HT、中日ドラゴンズの CD などがある。かつては他にヤクルトスワローズ（ys）、南海ホークス（NH）、ロッテオリオンズ（LO）、日本ハムファイターズ（nh これは親会社の社章でもあった）など多くのプロ野球チームがモノグラムを使用していた。長期的に見るとプロ野球チームのモノグラム使用は減少しつつあるが、2004年に中日が D の一文字に改めていたロゴマークを CD に戻し、2005年に福岡ソフトバンクホークスが Sh マークを採用する（その前の福岡ダイエーホークスが FDH だった）など復活のきざしもある。一方で日本ハムは北海道に移転して以降、“「F」（ホームゲーム）「H」（ビジターゲーム）の上にボールと七芒星”に変えていた。
オランダ東インド会社 (Vereenigde Oost-Indische Compagnie) の "VOC" のモノグラム・ロゴは、おそらく世界で最初に認知された企業ロゴである。
ルイ・ヴィトンやフェンディなど、モノグラムをロゴに採用しているファッション企業は多い。ココ・シャネルが作成した "CC" を連結した企業ロゴは、国際的に最も認識されているモノグラムの一つである。モノグラムという言葉自体は日本ではルイ・ヴィトンを代表する商品ラインナップとして知られる。創業者ルイ・ヴィトンのイニシャル「L」と「V」を重ね合わせた幾何学文様をキャンバスに使用しているのが特徴。1896年に初めて商品化された。
タイガー・ウッズやロジャー・フェデラーなどのスポーツ選手も、自身の名前のモノグラム・ロゴを商品に使用していることで知られている。

## レジスタンスのシンボルとしてのモノグラム

Polska Walcząca（戦うポーランド）

王室のモノグラムの代表的な例として、ノルウェー国王ホーコン7世の "H7" のモノグラムがある。第二次世界大戦中にノルウェーはドイツに占領された。ホーコン7世はイギリスに亡命したが、ドイツ占領下のノルウェーのレジスタンス活動の先頭に立った。"H7" のモノグラムは、国王への連帯感と忠誠心、ノルウェーのレジスタンス活動への支持を示すシンボルとして、ノルウェー国民の間で使用された。ドイツ占領下のノルウェーでは、H7 のシンボルを描いたり作成したりする行為は、投獄の対象となった。
第二次世界大戦中のポーランドでは、"PW" のモノグラムがレジスタンスのシンボルとして使われており、その特徴的な形から「錨」（ポーランド語: Kotwica）と呼ばれていた。その意味は様々で、「戦うポーランド」「ワルシャワ蜂起」「ポーランド軍」など、様々なスローガンの頭文字として使われていた。ノルウェーの例と同様、その使用はナチスの占領当局によって罰せられた。